# 广州市南海中学
广州市南海中学位于中国广州市荔湾区西华路，创立于1904年，原名“西湖书院”，曾命名为“广州市第十一中学”。南海中学现为广东省一级学校。

## 校史
1904年，南海士坤在原西湖书院的基础上，创立简易师范科馆，当时的地址位于西湖路360号。1907年，西湖书院和南海师范科馆合并为南海中学堂，地址在原西湖书院。朱世畴出任校监（即校长）。
1910年，学校搬迁至光复中路高第坊芦荻东报资寺（正门），西华路460号（原第十一中学现址）为学校的后门。1912年，学校被正式命名为“南海中学”。
1922年，南海县政府希望将南海中学改为师范学校并迁入佛山，但遭到学校师生反对，学校才得以保留。后来南海中学成立校董会，筹资办学经费。从此广州的南海中学与佛山的南海县立中学各自办学。
1927年，国民政府教育部督学视察考核验收，评价南海中学是全国最优的九所中学之一。
1938年初，由于日军入侵广州，学校向附近的农村疏散。高中部迁至南海盐步北村陈氏大宗祠；初中部迁南海泌冲；附小迁南海南村，图书仪器搬到南海麻奢（现里水镇）。10月，学校迁至中山县前山（现珠海前山）上课。不久后再迁往澳门，与石门中学、南海县立第一中学等合办，名为南海联合中学。
1939年，万善识字班设立，是“万善中学”的前身。1940年，万善中学初中部成立，校址在丰宁路（现人民中路）。
1941年，香港沦陷，南海联合中学停办，直至战争胜利。
1944年，万善中学组织临时校董会，依然独立办学。
1945年，南海中学在广州复办。因当时西华路校址被法商学院借用，故改在南海学宫上课。1947年2月，迁回西华路原址复课。
1947年6月13日，万善中学初中部得到教育厅批准立案。1949年，万善中学改为完全中学。
1953年，南海中学与万善中学合并成为公立广州市第十一中学，隶属广州市教育局，仍以南海中学为校址。
1966年－1968年文化大革命期间，校名被改为“红卫战校”。
2000年11月，市十一中被评为“广州市一级学校”。2005年7月，被评为“广东省一级学校”。
2006年，广州市第十一中学复名为“广州市南海中学”。9月，高中部落成启用。
2018年，南海中学初中部南门将进行升级改造，已在2020年竣工。

## 相册

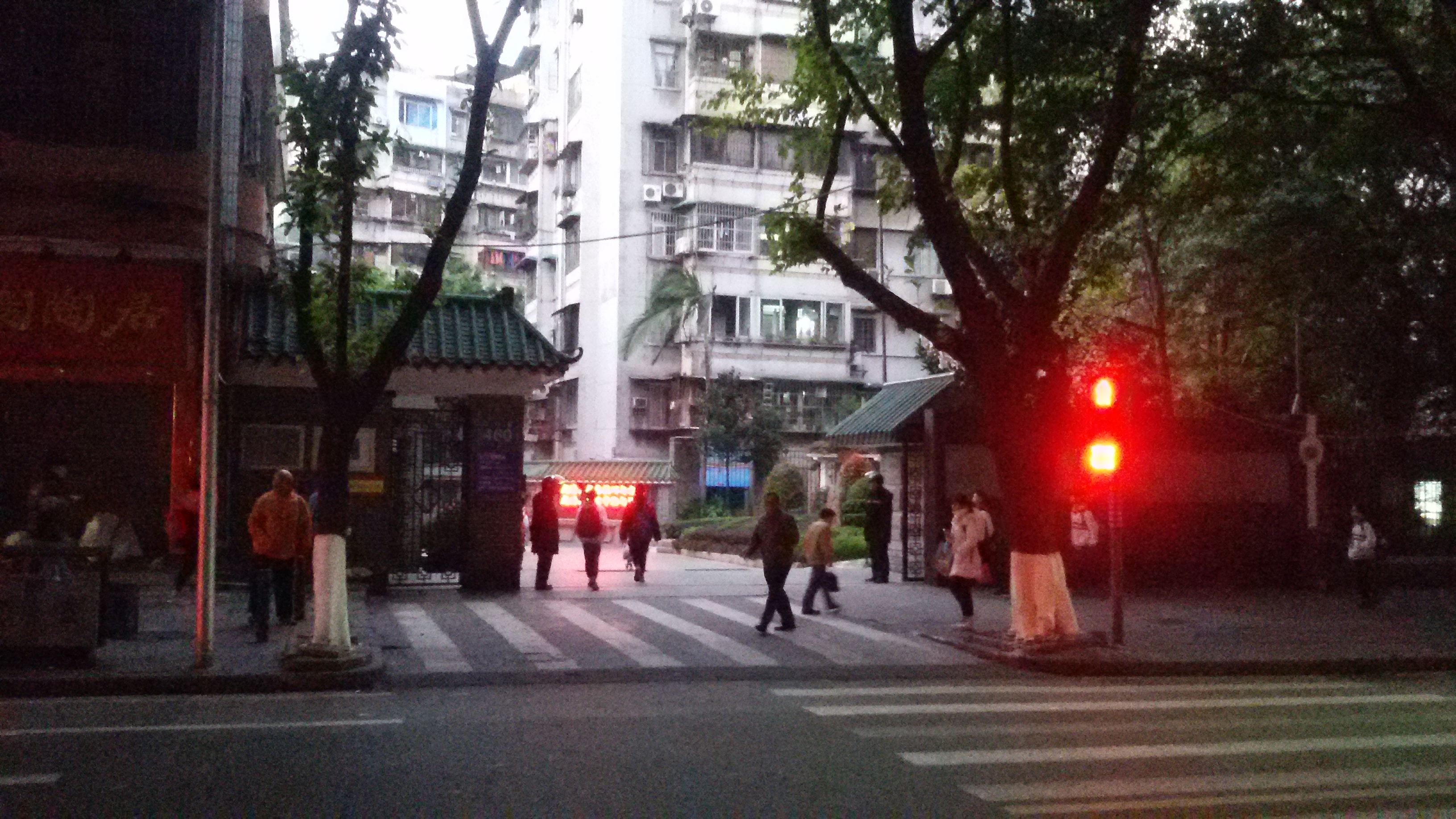
广州市南海中学正门（2015年）
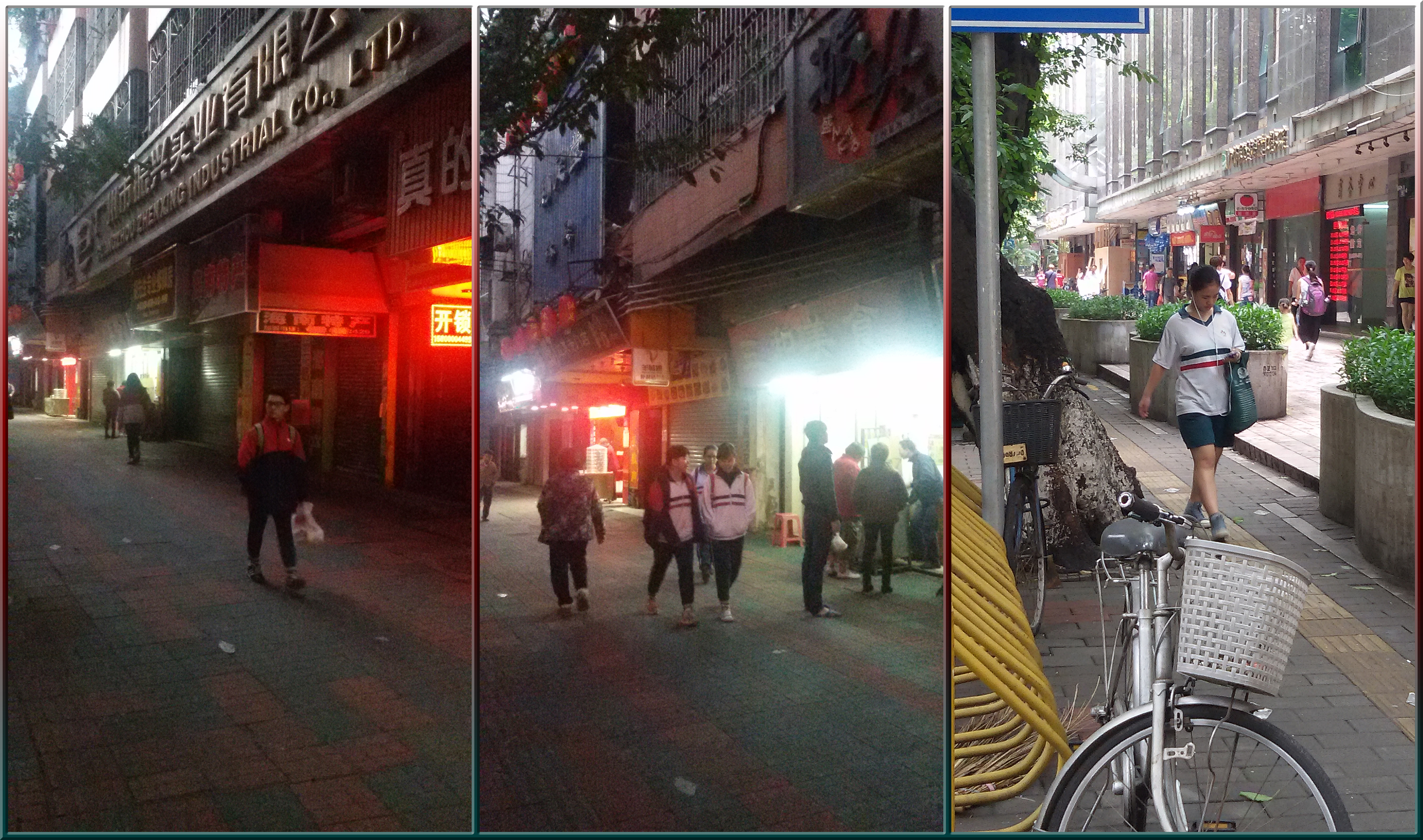
广州市南海中学学生校服
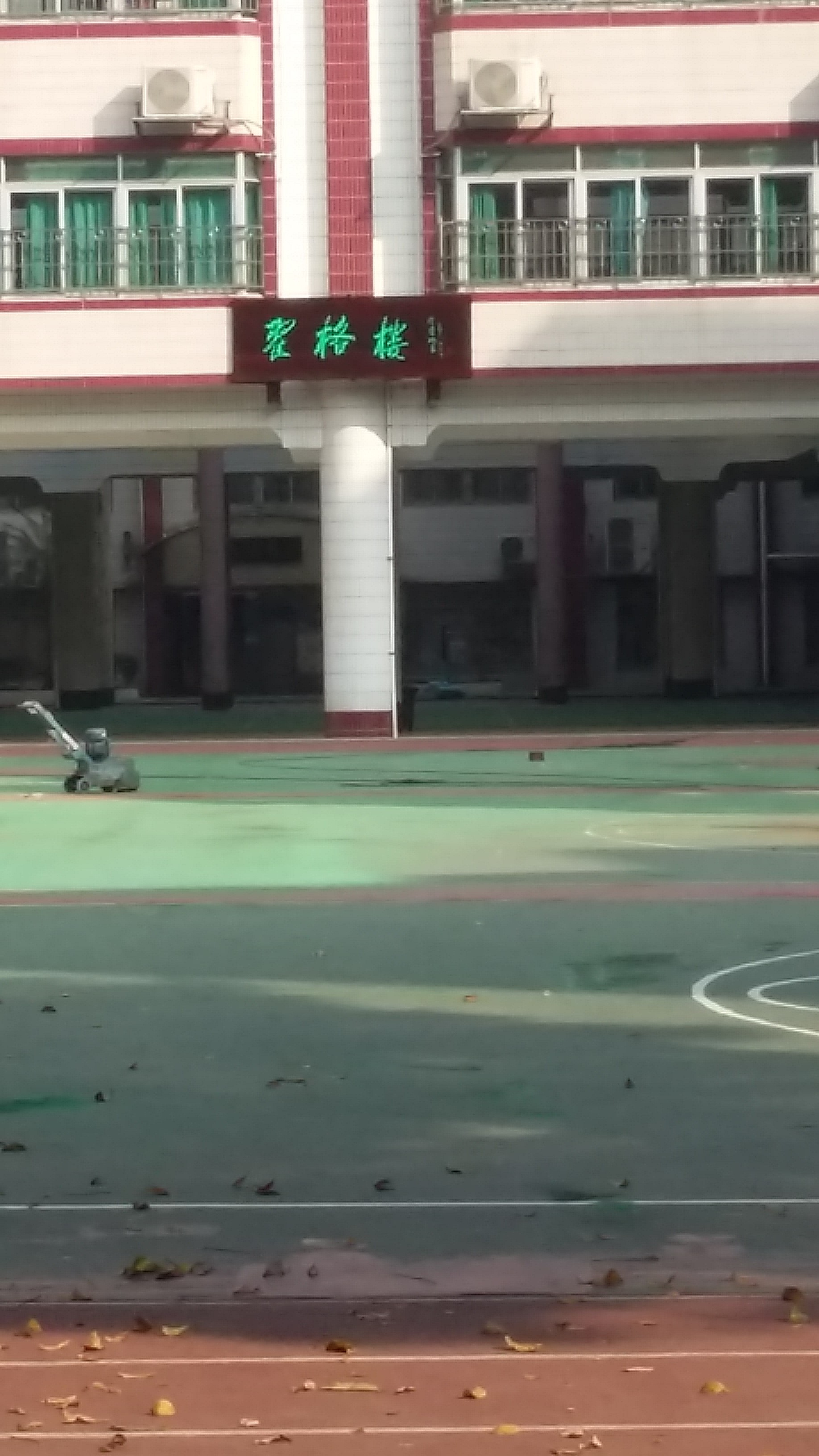
广州市南海中学聚格楼
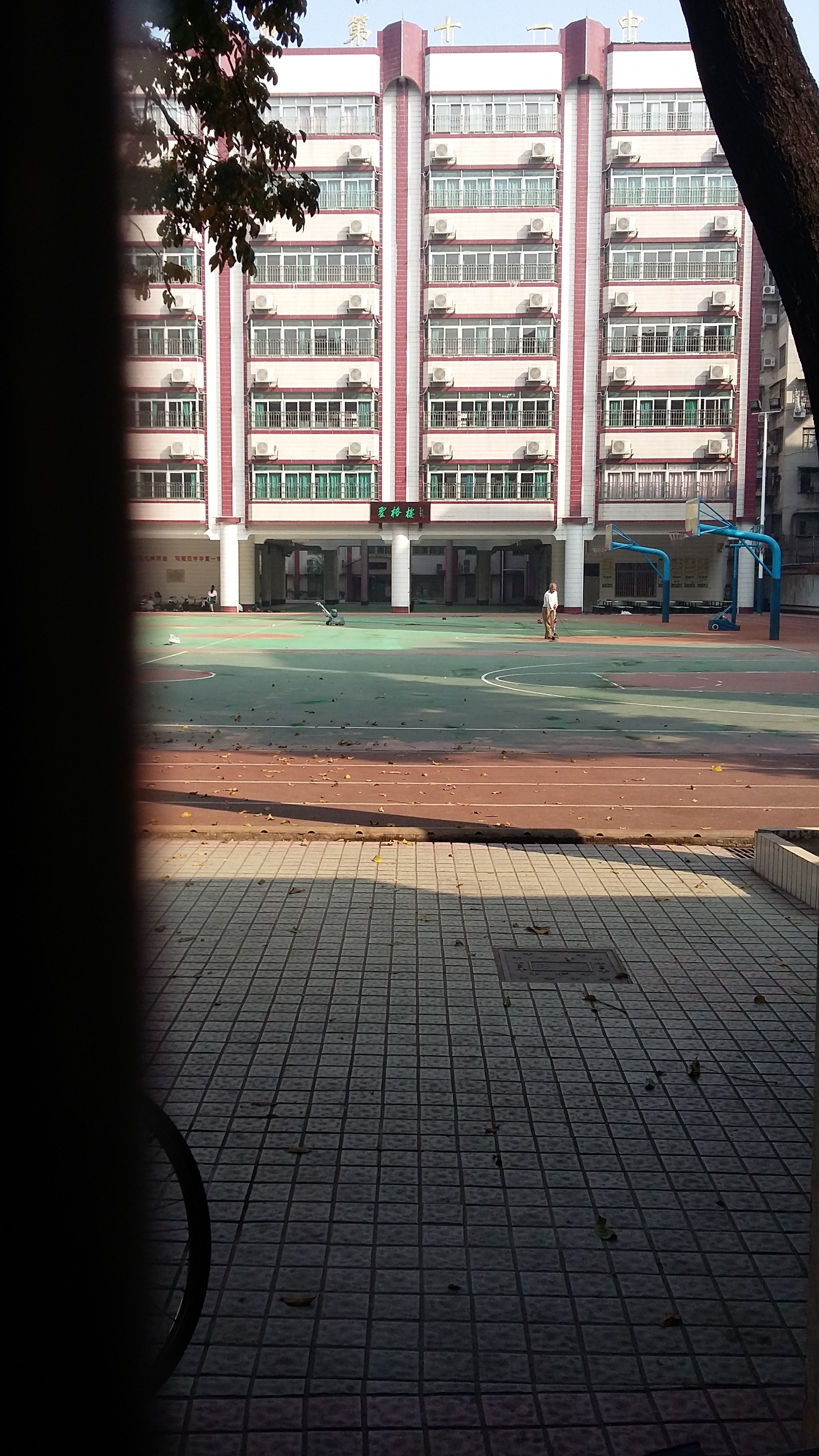
广州市南海中学聚格楼及操场